# Кшивниця
Кшивниця (пол. Krzywnica, нім. Uchtenhagen) — село в Польщі, у гміні Стара Домброва Старгардського повіту Західнопоморського воєводства.
Населення — 142 особи (2011).
У 1975-1998 роках село належало до Щецинського воєводства.

## Демографія
Демографічна структура станом на 31 березня 2011 року:
|          | Загалом | Допрацездатний вік | Працездатний вік | Постпрацездатний вік |
| -------- | ------- | ------------------ | ---------------- | -------------------- |
| Чоловіки | 67      | 14                 | 48               | 5                    |
| Жінки    | 75      | 18                 | 43               | 14                   |
| Разом    | 142     | 32                 | 91               | 19                   |